# Anton W. Rijp

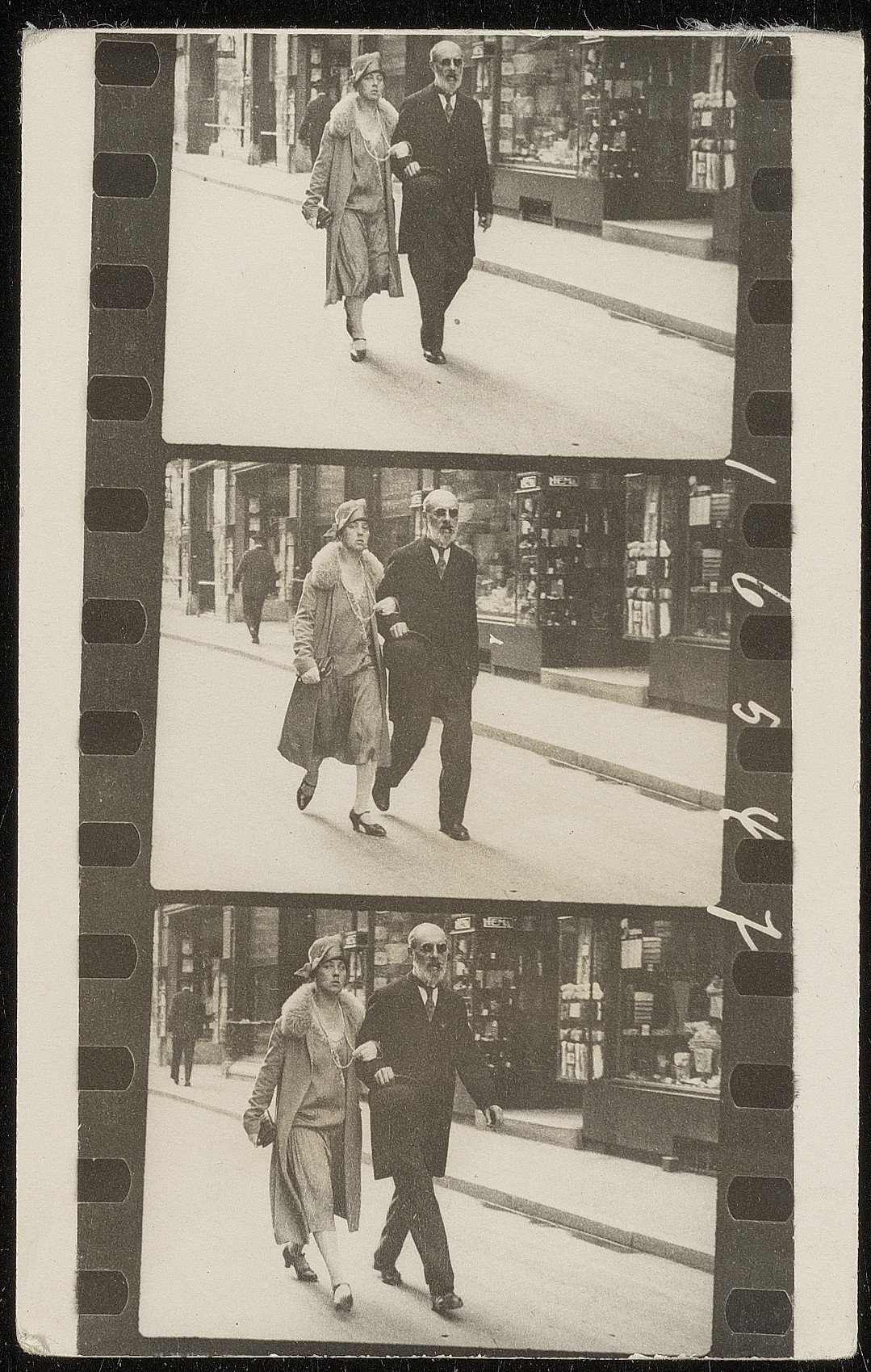
A.W. Rijp in de Kalverstraat (1928)

Antonius Wilhelmus (Anton W.) Rijp (Den Haag, 16 januari 1867 – Amsterdam, 2 december 1931) was een Nederlands blinde organist en componist.
Hij was zoon van Maria Rijp. Zelf was hij getrouwd met Johanna Elisabeth Catharina Vosveld. Het echtpaar woonde enige tijd aan de Eerste Helmersstraat 291. Ze kregen één dochter Johanna Elisabeth Antoinette Rijp, die hem steevast begeleidde naar zijn plek als organist. Hij werd op 5 december 1931 begraven op De Nieuwe Ooster.
Hij kreeg vanaf zijn zesde zijn opleiding aan het Amsterdams Blindeninstituut (Stadhouderskade 84), alwaar hij ook woonde. Vanaf 1877 begonnen de muzieklessen bij docenten J. Kap op piano en Simon Reinier de Vries op orgel. Medeleerling was Albert Pomper. De studie werd in 1886 afgerond, maar hij werkte toen al als pianostemmer. Rijp werd in 1895 organist aan de Nieuwe Kerk in Den Haag, maar gaf ook concerten in andere kerken in Den Haag (Lutherse kerk etc). In die hoedanigheid kreeg hij uitvoeringen met beroemde solisten als Aaltje Noordewier-Reddingius, Pauline de Haan-Manifarges, Anna Kapel, Nicoline van Eyken, Richard Hol, Arnold Spoel, Charles van Isterdael en uiteraard diverse koren.
In 1905 werd hij aangesteld tot organist van de Nieuwe Kerk in Amsterdam; hij kreeg een contract voor één concert per veertien dagen. Een functie die hij tot zijn dood bekleedde. Hij werd opgevolgd door part-time organist Henk Loohuijs (hij was tevens bankbediende).
Hij heeft een aantal composities op zijn naam staan:
- Ouverture op Nun danket alle Gott
- Ouverture op het kerstlied Eere zij God
- Feestcantate (100-jarig bestaan blindeninstituut)
- twee strijkkwartetten
- Sextet (1909, voor dwarsfluit, hobo, klarinet, fagot, hoorn en piano), opgedragen aan de Utrechtse vereniging Reicha en uitgevoerd door leden van het Concertgebouworkest, naar aanleiding van de uitvoering in 1909 werd het Concertgebouw-Sextet opgericht
- Concertwals en romance voor N. Klasen (fluitist van het Concertgebouworkest)
- Fantasie en serenade voor P.W. Grebe (trombonist van het Concertgebouworkest)
- Sonates, suites, canons, preludium, liederen

Zijn Koraalbewerkingen over Psalm 75 en 89 is ook in de 21e eeuw verkrijgbaar, net als zijn Scène pastorale (Bundel Nederlandse Orgelromantiek). Zijn Inhuldigingsmarsch (koningin Wilhelmina der Nederlanden 1898) en Huwelijks feestmarsch werden rond 2001 opgenomen voor de cd In naam van Oranje (Tamara Rumiantsev en Jeroen van Veen). De Nederlandse Organisten Vereniging kon in 1932 door zijn nalatenschap orgelwerken uitgeven in braillenotering.
Rijp was medegegadigde voor de functie van organist van de Hersteld Evangelisch Lutherse Gemeente in Amsterdam; de baan ging naar generatiegenoot Jan Zwart.